# Germania Wernigerode
Germania Wernigerode  is een Duitse voetbalclub uit Wernigerode, Saksen-Anhalt.

## Geschiedenis

### Vroege geschiedenis
De club werd opgericht in 1916 als FC Germania 1916 Wernigerode en sloot zich een jaar later aan bij de Midden-Duitse voetbalbond. In 1921 promoveerde de club naar de tweede klasse van de Kreisliga Elbe. Na 1923 werd de Kreisliga afgevoerd en werd de competitie van Harz, waar ze in speelden als Gauliga Harz weer opgewaardeerd tot eerste klasse. De club eindigde meestal in de middenmoot, enkel in 1932 en 1933 werd de club vicekampioen achter FC Germania Halberstadt. In 1933 werd de competitie geherstructureerd. De Midden-Duitse bond werd ontbonden en de vele competities werden vervangen door de Gauliga Mitte en Gauliga Sachsen. De clubs uit Harz werden te licht bevonden voor de Gauliga Mitte en voor de Bezirksklasse Magdeburg-Anhalt plaatsten zich slechts twee clubs. Rivaal Viktoria, dat al sinds 1929 niet meer in de hoogste klasse speelde besloot hierop te fuseren met Germania om een enigszins competitief team te kunnen opstellen. De fusieclub ging onder de naam VfL Germania 1910 Wernigerode van start in de Bezirksklasse. Nadat de club in het eerste seizoen de degradatie net kon vermijden ging het de volgende twee seizoenen beter, in 1936 werden ze vierde, maar in 1937 volgde een degradatie. In de 1. Kreisklasse werd de club meteen kampioen en kon via de eindronde promotie afdwingen. Bij de terugkeer werd de club vicekampioen met één punt achterstand op Burger FC 02 Preußen. Na het uitbreken van de Tweede Wereldoorlog trok de club zich vrijwillig terug in de Kreisklasse, waar de club minder verre verplaatsingen moest maken. Door de perikelen in de Tweede Wereldoorlog werd het steeds moeilijker om een volwaardig team op te stellen en in 1943 staakte de club de activiteiten.

### DDR-Tijdperk
Na de oorlog werd de club heropgericht als SG Wernigerode. In 1951 werd het BSG Aufbau Wernigerode. In 1954 sloot de voetbalafdeling van Aufbau zich bij het in 1949 opgerichte BSG Motor Wernigerode aan. Motor promoveerde in 1957 naar de Bezirksliga Magdeburg en speelde daar tot 1962. In 1966 promoveerde de club weer en een jaar later volgde ook BSG Einheit Wernigerode. In 1967/68 eindigde de derby tussen beide clubs op 6:1 voor Motor. Na een nieuwe degradatie in 1969 werd Einheit de betere club van de stad. Vele spelers wisselden om naar de rivaal. Een mogelijke fusie werd verworpen en in 1975 kon de club ging elftal meer opstellen bij de heren, enkel bij de jeugd. In 1979 kwam er een nieuw eerste elftal dat in de onderste klasse startte. Na enkele promoties belandde Motor in 1986 opnieuw in de Bezirksliga. In 1989 werd de club achter Einheit vicekampioen. Motor plaatste zich ook voor de eerste ronde van de FDGB-Pokal en verloor voor 10.000 toeschouwers met 0:5 van toenmalige topclub Dynamo Berlin. Een jaar later versloeg de club in de beker Germania Ilmenau en Wismut Aue en verloor in de achtste finale van Chemnitzer FC.

### 1990-1994
Na de Duitse hereniging werd de naam gewijzigd in Wernigeröder SV Rot-Weiß. De club ging in de nieuwe Landesliga Sachsen-Anhalt spelen, de vierde klasse. De club werd twee keer vicekampioen achter SV Merseburg 99 en Einheit en miste zo promotie naar de Oberliga. De club kon zich ook plaatsen voor de eerste ronde van de DFB-Pokal en speelde voor meer dan 11.000 toeschouwers tegen 1. FC Köln en verloor met 0:4. De voetbalafdeling werd zelfstandig onder de historische naam SV Germania 1916 Wernigerode.

### 1. FC Wernigerode
op 3 juni 1994 fuseerde de club eindelijk met FC Einheit en werd zo 1. FC Wernigerode. De club ging van start in de Oberliga NOFV-Süd, dat door de herinvoering van de Regionalliga nu de vierde klasse werd. Na twee seizoenen degradeerde de club. De club degradeerde nog verder en steeds meer spelers verlieten de club. In 1998 splitste het derde elftal zich af van de club en richtte FC Einheit opnieuw op. In 2001/02 wilde de club opnieuw naar de Oberliga en dat met buitenlandse spelers. Ze slaagden er niet in hun doel te bereiken en de club kwam in financiële problemen en moest het faillissement aanvragen.

### Germania Wernigerode
Op 20 juni 2002 werd door de spelers Germania Wernigerode opgericht. In 2008 promoveerde de club naar de Landesliga en kwam zo voor het eerst sinds 1992 weer oog in oog te staan met Einheit. De club kon het behoud echter niet verzekeren en speelt nu in de Landesklasse.